# Qui c'est les plus forts ?
Pour plus de détails, voir Fiche technique et Distribution.
Qui c'est les plus forts ? est une comédie dramatique française écrite et réalisée par Charlotte de Turckheim sortie le 3 juin 2015.

## Synopsis
Sam et Céline se retrouvent sans emploi après la fermeture de Coquelet, l'usine de poulet dans laquelle elles travaillaient à Saint-Chamond, dans la Loire. Les deux amies cohabitent et peinent à joindre les deux bouts. Sam doit en outre se battre pour conserver la garde de sa jeune sœur, Kim, qui a d'importants troubles de comportement depuis un accident de la route dans lequel leur mère est morte alors que la jeune fille était à bord. Les services sociaux menacent de la placer en famille d'accueil.
Un jour, Sam rencontre Paul, l'avocat des dirigeants de Coquelet. Celui-ci propose alors un marché à Sam : devenir la mère porteuse de l'enfant qu'il souhaite avoir avec son compagnon londonien, Gordon. Les deux hommes lui proposent 200 000 € si elle accepte de porter cet enfant et de renoncer à tout droit sur lui après sa naissance. Sam et Céline sont face à un dilemme : la proposition leur pose des problèmes éthiques, mais elles savent aussi qu'elles pourraient ainsi acheter le bar « Le Chaudron » qu'elles rêvent d'acquérir, et que l'amélioration de leur situation financière éviterait à Kim d'être placée. De son côté, Dylan, qui est amoureux de Sam, voit la situation d'un mauvais œil.

## Fiche technique
- Titre original : Qui c'est les plus forts ?
- Réalisation : Charlotte de Turckheim
- Scénario, adaptation, dialogues : Clément Koch et Charlotte de Turckheim, d'après la pièce de Clément Koch, Sunderland
- Décors : Patrick Dutertre
- Costumes : Juliette Chanaud
- Photographie : Dominique Bouilleret
- Son : François de Morant
- Chorégraphie : Elise Bouskila
- Montage : Florent Vassault et Noémie Loeve
- Musique : Polérik Rouvière
- Production : 	Philippe Carcassonne et Richard Pezet
- Sociétés de production : SOMECI, Ciné@, Wild Bunch, M6 Films, Orange Studio
- Participation à la production : Canal+, OCS, M6, W9
- Société de distribution : Wild Bunch Distribution
- Pays d'origine :  France
- Langue originale : français
- Format : couleur - 2.39 : 1
- Genre : comédie dramatique
- Durée : 103 minutes
- Date de sortie : 3 juin 2015

## Distribution
- Alice Pol : Sam
- Audrey Lamy : Céline
- Bruno Sanches : Dylan
- Anna Lemarchand : Kim
- Grégory Fitoussi : Paul
- Daniel Njo Lobé : Gordon
- Barbara Bolotner : Valou
- Julia Piaton : Pépin
- Laurence Pierre : Sandrine
- Jeanne Arènes : Sabrina
- Ichem Saïbi : Ichem
- Catherine Hosmalin : Solange
- Thierry Buenafuente : Michel
- Pierre de Lengaigne : un client du bar
- Nicolas Dessommes : un client du bar
- Hervé Lasne Desvareilles : pote Dylan
- Marie-France Santon : la pharmacienne
- Tiphaine Daviot : la réceptionniste
- Jean-Charles Clichet : le concierge de l'hôtel
- Charlotte de Turckheim : Madame Galacher
- Patrice Thibaud : Monsieur Buzenval
- Cristiana Reali : la mère
- Enzo Tomasini : Joris
- Patrick Ligardes : le DRH
- Françoise de Turckheim : la grand-mère de Dylan
- Clément Koch : le chauffeur du bus
- Nicolas Sumien : chef rond-point
- Émilie Gavois-Kahn : L'agent d'accueil Pôle Emploi

## Production

### Adaptation
Le film est une adaptation de la pièce Sunderland de Clément Koch.

### Lieux de tournage
Le film a été tourné dans la Loire, où l'histoire se déroule, notamment à Saint-Étienne (y compris dans le stade Geoffroy-Guichard) et à Saint-Chamond, mais aussi à Saint-Paul-en-Jarez et sur le belvédère du Guizay à Planfoy (pour la scène du flashback de l'accident). Certaines scènes ont également été filmées à Noisy-le-Grand, en Seine-Saint-Denis.